# 田志刚
田志刚（1956年10月11日—），山东莱州人，中国免疫学家。

## 生平
1982年毕业于山西医科大学，1989年毕业于白求恩医科大学，获免疫学博士学位。2017年当选为中国工程院院士。